# Mjøndalen IF Fotball
A Mjøndalen IF Fotball egy norvég labdarúgócsapat, amely jelenleg a másodosztályban szerepel. A klubot 1910. augusztus 22-én alapították, Mjøndalen városában. A klub színei a barna és a fehér, az egyesület hazai pályán a Consto Arenaban játszik. A csapat 1937 óta többször is feljutott az első osztályba. A klub utoljára 2021-ben esett ki az Eliteserienből.

## Sikerek
Eliteserien
- Ezüstérmes (2): 1976, 1986

Norvég Kupa
- Győztes (3): 1933, 1934, 1937
- Döntős (5): 1924, 1931, 1936, 1938, 1968

## A nemzetközi kupasorozatokban
| Szezon  | Kupasorozat | Forduló | Ellenfél       | Hazai pályán elért eredmény | Idegenben elért eredmény | Összesített eredmény |  |
| ------- | ----------- | ------- | -------------- | --------------------------- | ------------------------ | -------------------- |  |
| 1969–70 | KEK         | 1. kör  | Cardiff City   | 1–7                         | 1–5                      | 2–12                 |  |
| 1977–78 | UEFA-kupa   | 1. kör  | Bayern München | 0–8                         | 0–4                      | 0–12                 |  |
| 1987–88 | UEFA-kupa   | 1. kör  | Werder Bremen  | 0–5                         | 1–0                      | 1–5                  |  |

## Játékoskeret
2022. február 22. szerint.
| #  |     | Poszt | Név                      |
| -- | --- | ----- | ------------------------ |
| 1  | IRN | K     | Sosha Makani             |
| 2  | NOR | KP    | Syver Skaar Eriksen      |
| 4  | NOR | V     | Adrian Aleksander Hansen |
| 5  | NOR | V     | Sivert Engh Øverby       |
| 6  | NOR | V     | Joackim Olsen Solberg    |
| 7  | NOR | KP    | Martin Rønning Ovenstad  |
| 8  | NOR | CS    | Ole Amund Sveen          |
| 9  | NOR | CS    | Benjamin Stokke          |
| 10 | NOR | KP    | Erik Stavås Skistad      |
| 11 | FRO | KP    | Meinhard Olsen           |
| 13 | NOR | K     | Erik Hejer               |

| #  |     | Poszt | Név                     |
| -- | --- | ----- | ----------------------- |
| 15 | SWE | KP    | Love Reuterswärd        |
| 16 | NOR | V     | Johannes Holstad Dahlby |
| 17 | NOR | CS    | Brinder Singh           |
| 18 | GHA | KP    | Simon Appiah Asamoah    |
| 19 | NOR | CS    | Magnus Bækken           |
| 20 | NOR | CS    | Kristian Strømland Lien |
| 21 | NOR | V     | Sondre Skogen           |
| 23 | NOR | K     | Thomas Kinn             |
| 25 | NOR | KP    | Daniel Skare            |
| 27 | NOR | CS    | Frank Bamenye           |
| 31 | SWE | KP    | Albin Sporrong          |

## Fordítás
Ez a szócikk részben vagy egészben  a   Mjøndalen IF Fotball című angol Wikipédia-szócikk fordításán alapul.  Az eredeti cikk szerkesztőit annak laptörténete sorolja fel. Ez a jelzés csupán a megfogalmazás eredetét és a szerzői jogokat jelzi, nem szolgál a cikkben szereplő információk forrásmegjelöléseként.

## Külső hivatkozások
- A klub weboldala